# Я умираю, но не сдаюсь! Прощай, Родина

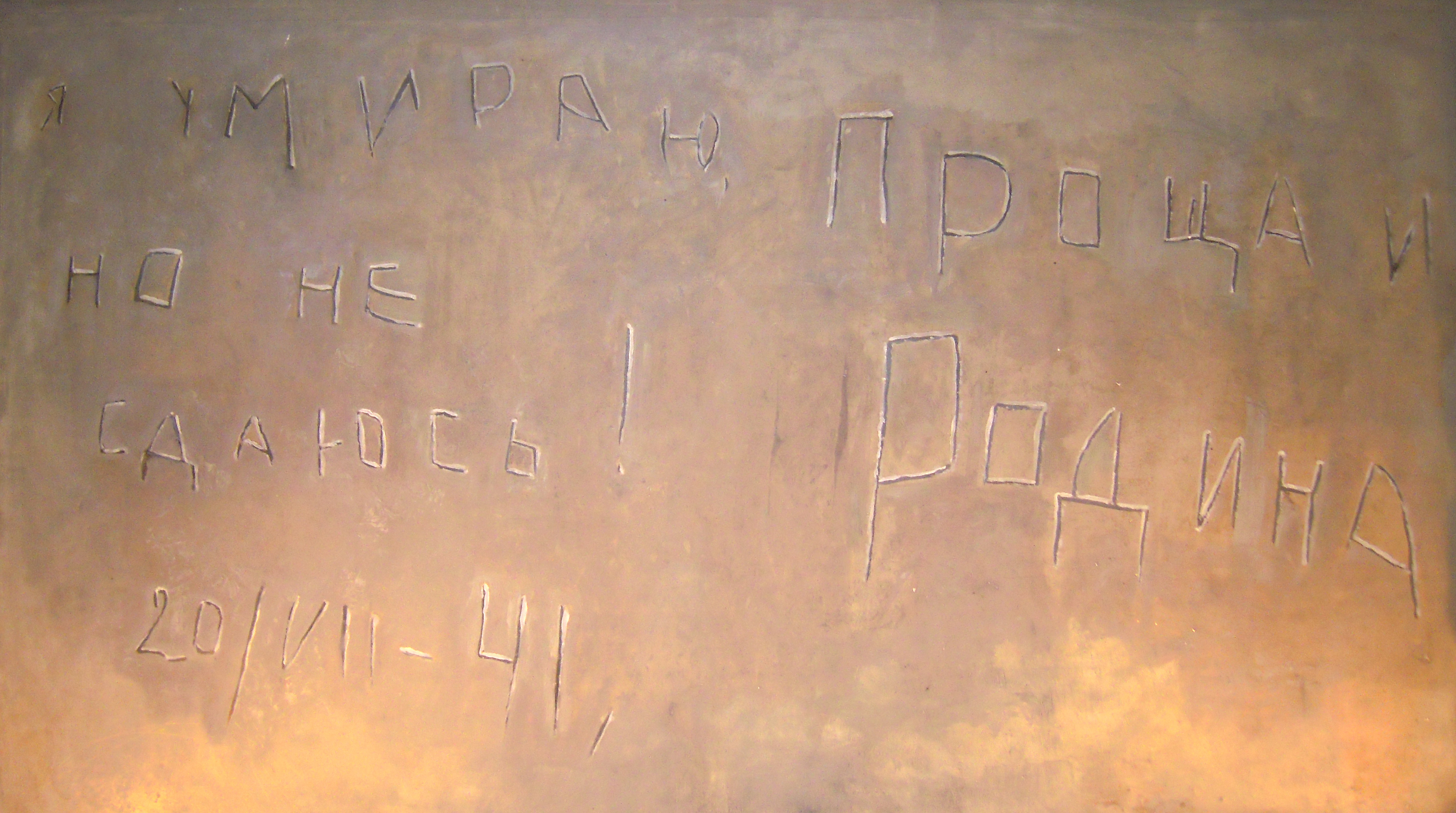
Копия надписи в музее обороны Брестской крепости.

«Я умираю, но не сдаюсь! Прощай, Родина» — надпись, сделанная в Брестской крепости 20 июля 1941 года, в районе Белостокских ворот в западной части Центрального острова, в ходе её обороны во время Великой Отечественной войны.
Надпись была обнаружена в руинах казармы 132-го отдельного батальона конвойных войск НКВД СССР, одной из четырёх воинских частей и подразделений войск НКВД, которые вместе с гарнизоном Красной Армии дислоцировались в крепости. Считается, что надпись сделана военнослужащим этого батальона Фёдором Рябовым.
Позднее часть стены с надписью была перевезена из Бреста в Москву, войдя в состав экспозиции Центрального музея Вооружённых сил. Копия надписи была выполнена в мемориальном комплексе «Брестская крепость-герой». В музее крепости расположена скульптура в бронзе «Умираю, но не сдаюсь», подаренная минскими рабочими ко дню открытия мемориала в 1969 году.

## В кино
- В фильме 2010 года «Брестская крепость» надпись на стене оставляет один из солдат.
- В фильме 2025 года «В списках не значился».